# Boarmiini
De Boarmiini zijn een geslachtengroep van vlinders in de onderfamilie Ennominae van de familie spanners (Geometridae).

## Geslachten
- Acrodontis
- Boarmia
- Glena
- Lassaba
- Racotis